# Panosteite
La panosteite, detta anche enostosi, non ha cause ben chiare. Pare che alcuni fenomeni scatenanti siano allergie, infezioni, stress, alimentazione, sbagliato dosaggio del calcio.

## Epidemiologia
- Relativamente comune
- Soggetti giovani (6 – 18 mesi)
- Taglie medio/grandi (P.T., Bassethound, Labrador, Rottweiler)
- 2/3 sono maschi

Sono colpite le ossa lunghe con predilezione per ulna e radio.
La zoppia insorge abbastanza rapidamente ed è di difficile localizzazione (interessati più arti contemporaneamente o in successione, per questo).
Inoltre nella fase acuta può insorgere febbre, abbattimento, dimagrimento, ecc…

## Diagnosi
Si può basare solo sulla storia clinica dell'animale, l'età, la taglia del soggetto, l'esame clinico e radiografico.

## Insorgenza
1. Esame radiografico in cui si individua, in corrispondenza del forame nutritivo: ( maggiore radiotrasparenza, degenerazione degli adipociti)
2. Proliferazione cellulare stremale con produzione di osteociti che poi calcifica. Sempre aree radiopache in corrispondenza del foro nutritizio.
3. Congestione dei capillari sinusoidi midollari. È riscontrabile quindi un addensamento midollare che permane per dei mesi dopo la risoluzione della zoppia.

Non è riscontrata ereditarietà.